# Crewe Alexandra FC
Crewe Alexandra FC is een Engelse voetbalclub, opgericht in 1877. De club speelt zijn thuiswedstrijden in Alexandra Stadium. Het verhaal gaat dat de club vernoemd is naar prinses Alexandra.
Crewe was een van de oprichters van de tweede divisie in 1892. Na slechts vijf seizoenen werd de club weer een amateurclub. Pas in de jaren 20 van de 20e eeuw kwam de club weer in de Football League. In eerste instantie bungelden ze onderaan in de derde en vierde divisie en stonden ze bekend als mogelijk het slechtste team in de competitie. Dit kwam onder meer door een FA Cup-wedstrijd tegen Tottenham Hotspur, die met 13-2 werd verloren.
Pas vanaf juni 1983, toen de in Milaan geboren Dario Gradi het roer overnam, ging het beter met de club. In 1997 kwam de club in de Football League First Division en haalde in seizoen 1997/98 met een elfde plaats de hoogste klassering ooit. In 2002 degradeerde de club weer, maar een jaar later promoveerden ze meteen weer. Gradi leidde de club 24 jaar lang, tot juli 2007. Hiermee was hij indertijd de langst aan het roer zijnde trainer in het Engelse voetbal.
Het seizoen 2004/05 werd afgesloten met een overwinning op Coventry City, waardoor degradatie naar de League One werd ontlopen, ten koste van Gillingham. Het was de eerste overwinning sinds de verkoop van Dean Ashton aan Norwich City in januari 2005. Het seizoen erop kon de club echter degradatie niet afwenden. In 2009 degradeerde de club zelfs naar de League Two.
Op 27 mei 2012 promoveerde de club terug naar League One door op Wembley Cheltenham met 2-0 te verslaan in de finale van de play-offs. Op 7 april 2013 won de club voor het eerst de Football League Trophy, door in de finale Southend te verslaan. In het seizoen 2015/16 eindigde de club op de 24ste en laatste plaats, waardoor degradatie naar de League Two een feit was. Hetzelfde lot trof Doncaster Rovers, Blackpool en Colchester United.

## Erelijst
- Football League Trophy

2013

## Eindklasseringen vanaf 1946/47
- 1947 8e
Third Division North / South
- 1948 10e
Third Division North / South
- 1949 12e
Third Division North / South
- 1950 7e
Third Division North / South
- 1951 9e
Third Division North / South
- 1952 16e
Third Division North / South
- 1953 10e
Third Division North / South
- 1954 16e
Third Division North / South
- 1955 22e
Third Division North / South
- 1956 24e
Third Division North / South
- 1957 24e
Third Division North / South
- 1958 24e
Third Division North / South
- 1959 18e
Fourth Division
- 1960 14e
Fourth Division
- 1961 9e
Fourth Division
- 1962 10e
Fourth Division
- 1963 3e
Fourth Division
- 1964 22e
Third Division
- 1965 10e
Fourth Division
- 1966 14e
Fourth Division
- 1967 5e
Fourth Division
- 1968 4e
Fourth Division
- 1969 23e
Third Division
- 1970 15e
Fourth Division
- 1971 15e
Fourth Division
- 1972 24e
Fourth Division
- 1973 21e
Fourth Division
- 1974 21e
Fourth Division
- 1975 18e
Fourth Division
- 1976 16e
Fourth Division
- 1977 12e
Fourth Division
- 1978 15e
Fourth Division
- 1979 24e
Fourth Division
- 1980 23e
Fourth Division
- 1981 18e
Fourth Division
- 1982 24e
Fourth Division
- 1983 23e
Fourth Division
- 1984 16e
Fourth Division
- 1985 10e
Fourth Division
- 1986 12e
Fourth Division
- 1987 17e
Fourth Division
- 1988 17e
Fourth Division
- 1989 3e
Fourth Division
- 1990 22e
Third Division
- 1991 12e
Third Division
- 1992 16e
Fourth Division
- 1993 6e
Third Division
- 1994 3e
Third Division
- 1995 3e
Second Division
- 1996 5e
Second Division
- 1997 6e
Second Division
- 1998 11e
First Division
- 1999 18e
First Division
- 2000 19e
First Division
- 2001 14e
First Division
- 2002 22e
First Division
- 2003 2e
Second Division
- 2004 18e
First Division
- 2005 21e
Championship
- 2006 22e
Championship
- 2007 13e
League One
- 2008 20e
League One
- 2009 22e
League One
- 2010 18e
League Two
- 2011 10e
League Two
- 2012 7e
League Two
- 2013 13e
League One
- 2014 9e
League One
- 2015 20e
League One
- 2016 24e
League One
- 2017 17e
League Two
- 2018 15e
League Two
- 2019 12e
League Two
- 2020 2e
League Two
- 2021 12e
League One
- 2022 24e
League One
- 2023 13e
League Two
- 2024 6e
League Two
- 2025 13e
League Two

- First Division
- Second Division
- Third Division
- Fourth Division
- Championship
- League One
- League Two

ⓘ In 1992 invoering van de Premier League en opheffing van de Fourth Division; in 2004 opheffing van de First, Second en Third Division.

## Bekende (oud-)spelers
- George Abbey
- Dean Ashton
- William Bell
- Madjid Bougherra
- Max Clayton
- Bruce Grobbelaar
- Michael Higdon
- Bradden Inman
- Seth Johnson
- Billy Jones
- Rob Jones
- Steve Jones
- Dennis Lawrence
- Neil Lennon
- Danny Murphy
- John Pemberton
- David Platt
- Nick Powell
- Robbie Savage
- Geoff Thomas
- David Vaughan
- Ashley Westwood
- Neil Warnock